# 科羅爾島
科羅爾島是帛琉的島嶼，位於巴貝圖阿普島西南約7公里的太平洋海域，長3.6公里、寬1.9公里，面積7.8平方公里，最高點海拔高度100米，2005年人口12,676。帛琉的最大城市科羅爾位於該島。